# 이소라의 프로포즈의 에피소드 목록
다음은 이소라의 프로포즈 방영 목록이다.

## 방영 리스트

### 1996년
| 방송일    | 출연자 | 풀영상 | 비고 |
| --------- | --- | ------ | ---- |
| 10월 19일 | 이소라, 김광진 |        |      |
| 10월 26일 | 박미경, 조규찬, 윤석화 |        |      |
| 11월 2일  | 일기예보, 포엠, 조규찬, 장덕수 |        |      |
| 11월 9일  | 이소라, 김종서, 서민, 이장우 |        |      |
| 11월 16일 | 강산에, 김동규, 신효범 |        |      |
| 11월 23일 | 김건모, 최백호 |        |      |
| 11월 30일 | 이소라, 이문세, 손현주, 이정봉 |        |      |
| 12월 7일  | CARRY & RON, 김갑수, 인순이 |        |      |
| 12월 14일 | 겨울이야기★하나 - 해바라기, 김장훈, 겨울이야기★둘 - 조관우                                                                                                |        |      |
| 12월 21일 | 성탄특집 - 이소라, 여행스케치, 신승훈, 장혜진 |        |      |
| 12월 28일 | 송년특집 - 송년음악회★하나 기타가 있는 풍경 - 하덕규, 조규찬, 박학기, 송년음악회★둘 봄˙ 여름˙ 가을 그리고 겨울 - 한영애, 송년음악회★셋 회상 1996 - 임지훈 |        |      |

### 1997년
| 방송일    | 출연자                                                                                 | 풀영상 | 비고 |
| --------- | -------------------------------------------------------------------------------------- | ------ | ---- |
| 1월 4일   | 임상아, 정지훈, 황현정, 이소라                                                         |        |      |
| 1월 11일  | 최승원, 유열, 화이트                                                                   |        |      |
| 1월 18일  | 터보, 이소라(모델), 김목경                                                             |        |      |
| 1월 25일  | 김정민, 김형석, 리아, 박정운                                                           |        |      |
| 2월 1일   | 동물원, 이승환, 유희열                                                                 |        |      |
| 2월 8일   | 패티김, 이기찬, 강성진                                                                 |        |      |
| 2월 15일  | 김현철, 박승화, 이은미                                                                 |        |      |
| 2월 22일  | 전유성, 이광조                                                                         |        |      |
| 3월 1일   | 뱅크, 김혜수, 넥스트                                                                   |        |      |
| 3월 8일   | 봄맞이 특집 - 이소라, 김장훈, 컬트3총사, 김종서, 이소라                                |        |      |
| 3월 15일  | 이동욱, 남경주, 김돈규                                                                 |        |      |
| 3월 22일  | 임창정, 김무호, 박상민                                                                 |        |      |
| 3월 29일  | 리차드 막스, 리아, 박신양                                                              |        |      |
| 4월 5일   | 양파, 이지훈, 주병진, 김태영, 최원석                                                   |        |      |
| 4월 12일  | 이소라, 안치환, 여명, 박학기, 조규찬                                                   |        |      |
| 4월 19일  | 윤도현, 이정열, 정명화, 한동준                                                         |        |      |
| 4월 28일  | 일기예보, 유인촌, 예민                                                                 |        |      |
| 5월 3일   | 창고, 안재욱, 김도완                                                                   |        |      |
| 5월 10일  | 구본승, 노영심, 정태춘, 박은옥                                                         |        |      |
| 5월 25일  | 조용필, 최은경, 이상은, 김세영                                                         |        |      |
| 6월 1일   | 특집 - 경희대학교 축제현장을 찾아서 - 축제와 프로포즈 - 조용필, 최은경, 이상은, 김세영 |        |      |
| 6월 8일   | 더 클래식, 정선희, 박기량(성우), 유익종                                                |        |      |
| 6월 15일  | 이승환, 지누, 만화가 박광수, 레드플러스                                                |        |      |
| 6월 22일  | 리아, 이기찬, 황정리, 조트리오(조규찬, 조규만, 조규천)                                 |        |      |
| 6월 29일  | 김정우, 서정희, 산울림                                                                 |        |      |
| 7월 6일   | 홍지호, 조수미, 김성면                                                                 |        |      |
| 7월 13일  | 임창정, 권진원, 김영욱                                                                 |        |      |
| 7월 20일  | 백동우, 엄정화, 김장훈, 유영석, 김세영                                                 |        |      |
| 7월 27일  | 코나, 박중훈, 리아, 김경호                                                             |        |      |
| 8월 3일   | 에메랄드 캐슬, 신동엽, 이은미                                                          |        |      |
| 8월 10일  | 이뉴, 변정수, 조영남                                                                   |        |      |
| 8월 17일  | 김창기, 김산기, 브룩 리, 안치환, 배훈                                                  |        |      |
| 8월 24일  | DJ DOC, 김창열, 임백천, 박진영                                                         |        |      |
| 8월 31일  | 부활, 심혜진, 김상중, 정필순                                                           |        |      |
| 9월 7일   | 홍경민, 한석규, 박상민, 장혜진                                                         |        |      |
| 9월 14일  | 송대관, 개그맨 이영재, 여행스케치                                                      |        |      |
| 9월 21일  | 김경호, 최수종, 차진영, 엔돌핀                                                         |        |      |
| 9월 28일  | 열투테마 / 유리상자, 전도연, 레드플러스                                                |        |      |
| 10월 5일  | 인공위성, 오승명, 하니                                                                 |        |      |
| 10월 12일 | 정구련, 자우림, 이은미, 서우영                                                         |        |      |
| 10월 19일 | 고한우, 이상인, 이희진, 일기예보                                                       |        |      |
| 10월 25일 | 조용필, 한대수                                                                         |        |      |
| 11월 1일  | 카니발, 태진아, 이기찬                                                                 |        |      |
| 11월 8일  | 임상아, 김장훈, 조규찬, 첼리스트 미샤 마이스키, 박영미                                 |        |      |
| 11월 22일 | 이승환, 노영심, 홍경민                                                                 |        |      |
| 11월 29일 | 토이, 김현철, 바네사 메이                                                              |        |      |
| 12월 6일  | 아낌없이 주는 나무, 유리상자, 임창정, 김형석, 김현성                                   |        |      |
| 12월 13일 | 이상우, 곽정, 유열                                                                     |        |      |
| 12월 20일 | 업타운, 이지훈, 인순이, 이현우                                                         |        |      |
| 12월 27일 | 자우림, 오지명, 현진영, ART                                                            |        |      |

### 1998년
| 방송일    | 출연자                                                             | 풀영상 | 비고 |
| --------- | ------------------------------------------------------------------ | ------ | --- |
| 1월 3일   | 이소정, 자화상, 김덕수 사물놀이팀, 박정현, 유진 박, 김용훈         |        | |
| 1월 11일  | 에코, 한석규, 박경림, 봄여름가을겨울                               |        | |
| 1월 18일  | 더 데이, 이정봉, 리아, 김경호                                      |        | |
| 1월 25일  | THE THE, 최종원, 조혜련, 장덕수, 김효수                            |        | |
| 2월 1일   | 동물원, 출장개그맨(김현기, 박성호, 박준형), 김건모                 |        | |
| 2월 8일   | 정재형, 양금석, 김종서, 조장혁                                     |        | |
| 2월 15일  | 박진영, 진주, A.R.T                                                |        | |
| 2월 21일  | 박정운, 이현우, 윤석화, 유진박                                     |        | 박정운 x 이현우 - You are the sunshine of my life / 박정운 - 거짓 없는 사랑 / 이현우 - 오늘 같은 밤이면, 말해줘 / 윤석화 x 유정한 - Love until the end of time / 유진박 - Winter, Dramatic Punk |
| 2월 28일  | 유리상자, 김현철, 이영자, 홍서범, 조갑경                           |        | 김현철 - 거짓말도 보여요 / 김현철 x 유리상자 - 그대 내게 행복을 주는 사람 / 유리상자 - 주어진 시간 끝에서 / BOLL - 구름과 나 / BOLL x 조갑경 - 하늘색 꿈 / BOLL - Living next door to Alice |
| 3월 7일   | 양파, 이홍렬, 인순이                                               |        | 양파 - Killing me softly with his song / 양파 - 알고싶어요 / 이경진 - 영희네 담벼락에 누가 써놓은 이야기 / 인순이 - Via Dolorosa / 인순이 - I love you for sentimental reason / 인순이 - 비닐 장판 위의 딱정벌레 |
| 3월 14일  | S.E.S., 이혜영, 엉클                                               |        | S.E.S. - I'm Your Girl, Hero / 이혜영 - Misty / 엉클 - 그대와 함께라면, 나뭇잎 사이로, 이런 생각 |
| 3월 21일  | 이은미, 이문세                                                     |        | 이은미 - Superstar, 그녀는 예뻤다, 시선 / 이문세 - 솔로예찬, 우리는 끝난건데 |
| 3월 28일  | 컬트삼총사, 이미배, 김장훈                                         |        | 컬트삼총사 - 오바걸 / 이미배 - And I love you so, 예감 / 김장훈 x 이소라 - 사노라면 / 김장훈 - Mo' Better Blues, 나와 같다면 / 김장훈 x 이준 - 무시로 |
| 4월 4일   | 노아, 변진섭, 조상구                                               |        | 노아 - 사랑을 보내며 / 변진섭 - 그대 내게 다시, 가장 슬픈 날의 왈츠, 천상유애 / 조상구 - 섬집아기, Because, 오페라 '쟈니스키키' 오 나의 사랑하는 아버지 |
| 4월 11일  | 박정현, 신승훈                                                     |        | 박정현 - Hard to say I'm sorry, 이 밤의 끝을 잡고, 나의 하루 / 신승훈 - 우연한 만남, Hello, Casablanca, Just when I needed you most, 오늘같이 이런 창밖이 좋아, 지킬 수 없는 약속 |
| 4월 18일  | 유영석, 김민종, 조지 윈스턴                                        |        | 유영석 - 네모의 꿈, 기억속에 사는 나 / 김민종 - 우리 다시 / 조지 윈스턴 - Yesterday, Hey jude, Ob La Di Ob La Da 경음악 |
| 4월 25일  | 박기영, 임창정, 양희은                                             |        | 박기영 - 기억하고 있니 / 임창정 - 결혼해줘, 진달래꽃, 별이 되어 / 양희은 - 아름다운 이야기, 사랑 그 씁쓸함에 대하여, 저 하늘에 구름따라 |
| 5월 2일   | 박진영, 임형주, 이승철                                             |        | 박진영 - 십년이 지나도, Every breath you take / 임형주 - 난 믿어요, Don't cry for me Argentina / 이승철 - 널 보낸 이유, 친구의 친구를 사랑했네, 마지막 콘서트 |
| 5월 9일   | 박상민, 김정민, 박지윤, 윤상                                       |        | 박상민 - 하나의 사랑 / 박상민 x 김정민 - Bad case of loving you / 김정민 - Amore / 박지윤 - 하늘색 꿈 / 윤상 - 배반, 한걸음 더, 마지막 거짓말 |
| 5월 16일  | 권진원, 김건모, 김영임                                             |        | 권진원 - Love of my life / 김건모 x 권진원 - 미련, 오늘처럼 이렇게 / 김건모 - 지난 여름밤의 이야기 / 김영임 - Midnight Blue,Running Man,Shadows,Waiting For Hugo,Gettin' Older |
| 5월 23일  | 소찬휘, 조트리오, 안재욱                                           |        | 소찬휘 - Rock & roll, 보낼 수밖에 없는 난 / 조트리오 - 사랑이라는 이유로, Yesterday, 눈물내리는 날 / 송일국 - 이별 / 이소라 - 믿음 |
| 5월 30일  | 임형주, 김광진, 이소라                                             |        | 임형주 - 마법의 성 / 김광진 - 진심 / 이소라 - 그대가 이 세상에 있는 것만으로 / 김광진 - 사랑의 서약 / 이승희 - Out here on my own / 포맨 - 나보다 더 나를 사랑한 |
| 6월 6일   | 조용필                                                             |        | 비틀즈 - Yesterday, Hey Jude, Hello Goodbye / 류승범 - 희망가, Get Back / 장덕수 - Something / 비틀즈 - Let It Be / 비틀즈 x 류승범x 장덕수 - Q |
| 6월 27일  | 신승훈                                                             |        | 신승훈 - 인연, 오랜 이별 뒤에, 고개 숙인 너에게 / 모팻츠 - She loves you, I'll be there for you / 심신 - 나의 사랑 천상에서도, Here I'm overnight sensation |
| 7월 11일  | 유승준, 정태춘, 박은옥                                             |        | 유승준 - 가위, 내가 기다린 사랑 / 정태춘 - 북한강에서, 건너간다, 정동진, 사랑하는 이에게 /박은옥 - 그녀는, 그녀는 갔어 |
| 7월 18일  | 이지훈, 김조한, 박정현, 박성연                                     |        | 이지훈 - 기억해줘, GOODBYE LOVE / 김조한 - 널 위해 준비된 사랑, 백년만의 기회 / 김조한 박정현 - ONE SWEET DAY / 박정현 - P.S I love you / 박성연 - I'm a fool to want you, 세상밖에서, All of me |
| 7월 25일  | 컨츄리꼬꼬, 김장훈, 변진섭, 박상민, 이성민                         |        | 컨츄리꼬꼬 - OH HAPPY / 김장훈 - 세상이 그대를 속일지라도 / 황정리 - 방황후에 / 정운택 - 하나의 사랑 / 이성민 - I BELIEVE I CAN FLY |
| 8월 1일   | 델리스파이스, 김원정, 유열, 사랑과 평화                            |        | 델리스파이스 - VIDEO KILLED THE RADIO STAR, 챠우챠우 / 김원정 소프라노 - 울게하소서 / 유열 김원정 - When I fall in love / 유열 - 나만의 그대 그대만의 나 / 사랑과 평화 - 한동안 뜸했었지, 장미, Kiss and say goodbye |
| 8월 8일   | 최재훈, 유익종, 안치환                                             |        | 최재훈 - 외출, 빗속에서 / 캠퍼스영상가요제팀 (강하늘, 이민호, 박형식) - 믿음 / 유익종 - 그리운 얼굴 / 유익종, 안치환 - 저 평등의 땅에, 이 산하에, 오월의 노래 |
| 8월 15일  | 김창열, 패닉, 서영은                                               |        | 김창열 - 기억속으로, 약속 / 패닉 - 숨은 그림 찾기, 내 낡은 서랍속의 바다, 왼손잡이 / 서영은 - ASTRUD, 초록별의 전설 |
| 8월 22일  | 김경호, 김현정, 윤도현밴드                                         |        | 김경호 - 나를 슬프게하는사람들, 나의사랑 천상에서도, TOGETHER AS ONE, Now I'm here, Welcome to the jungle / 김현정 - 그녀와의 이별, You oughta know / 윤도현밴드 - 돌고 돌고 돌고, 먼 훗날 |
| 8월 29일  | 리아, 지퍼, 이정섭, 최민수                                         |        | 리아 - Only when I sleep / 리아, 지퍼 - Just the two of us / 지퍼 - 내가 사랑하는 그녀는 / 이정섭 - 봄날은 간다 / 최민수 - 슬픔을 간직한 사람들에게, l'll be there for you |
| 9월 5일   | 뱅크, 김승우, 유리상자, 이성민                                     |        | 뱅크 - 그녀의 생일, 가질수 없는 너, 나와 같다면 / 김승우 - 나만의 슬픔 / 유리상자 - 처음 주신 사랑, Sorry seems to be the hardest word / 이성민 - 사랑해 마지막 그날까지 |
| 9월 12일  | 핑클, 박광수, 이우일, 올포원, 김혜원                               |        | 핑클 - 내 남자친구에게, Feelings / 박광수, 이우일 - 그땐 그랬지 / 올포원 - I don't want to cry, So much in love / 김혜원 - Part of your world |
| 9월 19일  | 엄정화, 컬트삼총사, 코나, 이브                                     |        | 엄정화 - 포이즌 / 컬트삼총사 - 영어연극 로미오와 줄리엣, 컬트삼총사의 리믹스 개그, Hotel California, 황홀한 고백, 눈썹어딨니? / 코나 - Last Scene, Careless Whisper / 이브 - 화개장터, 같은베개 |
| 9월 26일  | 윤영삼, 이정재, Deep                                               |        | 윤영삼 - 나의 하루, Hound Dog, 반전, To be with You, Footloose / 이정재 - 사랑하기 때문에 / Deep - Please baby don't cry |
| 10월 10일 | 김종서, 업타운, 신효범, 소찬휘                                     |        | 김종서 - 사랑의 트위스트, 러브송, 다시 비가, Englishman In New York / 업타운 - 내게 다가와, 난 행복해 / 신효범 - My Funny Valentine, 세상은 / 소찬휘 - 보낼수 밖에 없는 난 |
| 10월 17일 | 조성모, 최지우, 조용필                                             |        | 조성모 - To Heaven, 미소속에 비친 그대 / 최지우 - 사랑을 위하여 / 조용필 - Yesterday, Love Me Do, Hey Jude, Something, Hello Goodbye, Get Back |
| 10월 24일 | 100회 특집                                                         |        | 역대 조연출 소개 / 프로포즈를 빛낸 스타들 / 초대손님 - 서정희 , 서세원 / 가수가 아닌 출연자들의 영상 모음 / 다시 보고 싶은 프로포즈 / 미쳐보지 못한 아쉬운 장면들 / 초대손님 - 컬트삼총사 / 이소라 프로포즈에 출연한 해외스타들 / 초대손님 - 김장훈 / 웃음이 가득했던 프로포즈 모음 / 초대손님 - 정우성 / 가수들의 모창 / 이소라 다큐멘터리 - 이소라의 변천사 / 소라의 101가지 사랑이야기 |
| 10월 31일 | 이소라의 101번째 프로포즈                                          |        | 이소라 - 난 행복해, 블루 스카이, Girl from lpanema, 청혼, 그냥 이렇게, 믿음, 처음느낌 그대로 |
| 11월 7일  | 코끼리, 박신양, RIALTO                                             |        | 코끼리 - 코끼리 / 깜짝게스트 - 박신양 , 전도연 / 박신양 - 안녕 / RIALTO - Monday morning, Summer's over |
| 11월 14일 | 김현성, 리아, 김동률, 이소은                                       |        | 김현성 - New York state of mind, 슬픈 변명 / 조상구 , 리아 - Paroles paroles / 리아 - 눈물 / 김동률 - 취중진담, 기억의 습작 / 김동률, 이소은 - 기적 |
| 11월 21일 | 에코, 월간 페이퍼 기자들, 이선희                                   |        | 에코 - 마지막 사랑, She works hard for the money / 월간 페이퍼 기자들(정유희 , 황경신, 김원) - 오늘같은 밤 / 이선희 - 겨울애상, 낯선 바닷가에서, 해야 |
| 11월 28일 | 신영옥, 임지훈, 유익종, 예시카 폴케르                              |        | 신영옥 - All the thing you are, Blue moon / 임지훈 - 다시 / 김민종, 임지훈 - 그리운 얼굴 / Jessica - Good bye, Careless whisper |
| 12월 5일  | 자화상(나원주, 정지찬), 심은하, 이성재, 유진 박, 임하영            |        | 자화상(나원주, 정지찬) - 나의 고백, 황홀한 고백, 니가 내리는 날 / 심은하, 이성재 - 사랑하는 우리 / 유진박 - Blue sky, Hungarian dance No.5 / 임하영 - How am I supposed to live without you, 비몽 |
| 12월 12일 | 홍경민, 고소영, 임창정, 양희은                                     |        | 홍경민 - 휴식같은 친구, 내 남은 사랑을 위해 / 고소영, 임창정 - Early in the morning / 양희은 - 사랑 그 쓸쓸함에 대하여 / 마지막 교정 / 한계령 |
| 12월 19일 | 이현우, 송대관, 태진아, 민치영                                     |        | 이현우 - 헤어진 다음날, EASY, GOOD NIGHT / 송대관 - 와인 / 태진아 - 당신의 눈물 / 민치영 - 용서해줘, JULY MORNING |
| 12월 24일 | 크리스마스 특집 - 임형주, 컬트삼총사, 핑클, 윤영삼, 김조한, 업타운 |        | 임형주 - 저들밖에 한밤중에 / 컬트삼총사 - 코믹캐롤메들리 / 핑클 - 루비 / 윤영삼 - O HOLLY NIGHT / 김조한, 김병조 - WHITE CHRISTMAS / 김조한 - CHRISTMAS SONG / 업타운 - LAST CHRISTMAS, I'LL BE MISSING YOU |
| 12월 26일 | 조트리오, 심형래, 김종서                                           |        | 조트리오 - I BELIEVE I CAN FLY, 모델, 눈물내리는날 / 심형래 - HE WILL HAVE TO GO / 김종서 - GET BACK, OBLADI OBLADA, AND I LOVE HER, YESTERDAY, WOMAN, TWIST AND SHOUT, HEY JUDE, LOVE SONG |

### 1999년
| 방송일    | 출연자                                                 | 풀영상 | 비고 |
| --------- | ------------------------------------------------------ | ------ | --- |
| 1월 2일   | 신년 특집 - 이소은, 구성애, 김건모                     |        | 이소은 - 작별, A whole new world / 구성애 - 그리움만 쌓이네 / 김건모 - 미련, 흰눈이오면, 사랑이떠나가네, just once |
| 1월 9일   | 박진영, 노영심, 이주한, 유열                           |        | 박진영 - 회상, I'LL MAKE LOVE TO YOU, 왜왜, KISS ME / 노영심, 이주한 - 돌아오는 길, I'M FORREST / 유열 - MY ONE AND ONLY LOVE, 화려한 날은 가고, 겨울채비 |
| 1월 16일  | 이문세, 여명, 정시연                                   |        | 이문세 - 옛사랑, 광화문연가, 이별이야기, 난 아직 모르잖아요, 저 햇살속의 먼여행 / 여명 - Try to remember, 이제 다시는 / 정시연 - 너의 청첩장 |
| 1월 23일  | 유리상자, 김현성, 박영규, 자우림                       |        | 유리상자 - 처음주신 사랑 / 유리상자, 김현성 - GOOD BYE / 김현성-유죄 / 박영규 - IT's NOW OR NEVER, I left my heart in San Francisco / 자우림 - ALL OF ME, 미안해 널 미워해 |
| 1월 30일  | 변재원, 유희열, 김연우, 장동건, 이정석                 |        | 변재원 - 바램 / 유희열 - 그대에게 띄우는 편지 / 김연우 - 여전히 아름다운지 / 장동건 - A THOUSAND DREAMS OF YOU / 이정석 - 사랑하기에, 끝나지 않은 사랑 |
| 2월 6일   | 박진영, 노이즈, 이은미                                 |        | 박진영 - 왜왜, KISS ME, 헤어지면서, 날떠나지마, 그녀는 예뻤다, 하니 / 노이즈 - close to heaven, 상상속의 너, 부탁이야 제발 / 이은미 - FROM A DISTANCE, 비밀은 없어, HEARTBREAK HOTEL, JAILHOUSE ROCK                                                                                  |
| 2월 13일  | 윤종신, 한석규, 송강호, 최민식, 박학기                 |        | 윤종신 - 탄생, 배웅 / 한석규 - 그대와 영원히 / 토크 - 송강호, 최민식, 한석규 / 박학기 - 제발 나를, 남겨진 너의 노래 |
| 2월 20일  | 김정민, 허준호, 더더                                   |        | 김정민 - Love potion No.9, 개구장이, 한동안 뜸했었지, 얘기할 수 없어요, 비행기, 불놀이야, 마징가 Z, Yesterday / 허준호 - 사랑이란 / 더더 - FOOLISH GAMES, IT'S YOU |
| 2월 27일  | 박지윤, 시나위, 김종서, 사랑과 평화                    |        | 박지윤 - 소중한 사랑, Change / 시나위 - COME TOGETHER, 희망가 / 시나위, 김종서 - 새가 되어 가리 / 김종서 - 다시비가 / 사랑과 평화 - My Girl, Stand by me |
| 3월 6일   | 한스 밴드, 홍경인, 홍경민, 김혜림                      |        | 한스밴드 - 오락실, 선생님 사랑해요 / 홍경인 - 고개숙인 너에게 / 홍경민, 홍경민 - NOW AND FOREVER / 홍경민 - 내 남은 사랑을 위해 / 김혜림 - 날 위한 이별, 기다려주겠니 |
| 3월 13일  | 보이스, 캐롤 키드, 이현우                              |        | 보이스 - END OF THE ROAD, I'll Make Love to You, 너만의 천사가 되어 / 캐롤 키드 - WHEN I DREAM, Girl from lpanema (with 이소라), Autumn in New York / 이현우 - Missing you, 꿈, Creep                                                                                                 |
| 3월 20일  | 룰라, 전도연, 이병헌, 사람과 나무                      |        | 룰라 - 기도, 3! 4!, 날개잃은 천사 / 토크 - 전도연, 이병헌 / 서신애 - 사랑한 후에 / 사람과 나무 - ALL I HAVE TO DO IS DREAM, 젊은 나무들, 쓸쓸한 연가, 나 어릴적에, 사랑여행 |
| 3월 27일  | 김민종, 장영주, 이규호                                 |        | 김민종 - 비원, 얘기할 수 없어요, 밤이면 밤마다, 짱가, 남행열차, 하늘아래서 / Miss A - Sault d'amour Op.12, Banjo and Fiddle / 이규호 - 가리워진 길, 거짓말 |
| 4월 3일   | 드렁큰 타이거, 이승환, 시크릿 가든                     |        | 드렁큰타이거 - 난 행복해, 하늘에서 내려오는 계단 / 이승환 - 좋은날, 세가지 소원, 그대는 모릅니다, 멋있게 사는 거야 / 시크릿가든 - songs from a secret garden, Poem |
| 4월 10일  | 임참정, 박정현, JO                                     |        | 임참정 - Love affair, 결혼해줘, 너와 함께 있으면 / 박정현 - Wind beneath my wings, 나의 하루, You've got a friend, 슬픈 인연, What's up, 편지할께요 / JO - 내가 있을께, Don't let me be misunderstood                                                                                 |
| 4월 17일  | 이기찬, 자화상, 자우림, 윤도현, 서우영, 엄태환, 이정렬 |        | 이기찬 - 사랑일뿐야, 널 잊을수 있게 / 자화상 - 빠리야리아, 찻잔 / 자우림 - 아마 늦은 여름이었을거야, 숨은그림찾기 / 윤도현, 서우영, 엄태환, 이정렬 - 새벽길, 두바퀴로가는 자동차 사랑일뿐야                                                                                           |
| 4월 24일  | 클론, 일기예보, 스콜피언스                             |        | 클론 - 버려진 아이, 돌아와 / 일기예보 - 인형의 꿈, DIANA, BEAUTIFUL GIRL / 스콜피언스 - HOLIDAY, What U give U get back |
| 5월 1일   | 정재형, 양희은, 김경호                                 |        | 정재형 - 내 눈물 모아, 체념 / 양희은 - 사랑의 기쁨, 일곱송이 수선화, 찔레꽃 피면 / 김경수 - GOOD BYE, 비정, Non-stop, 버려 |
| 5월 8일   | 정운택, 패티김, 서인                                   |        | 정운택 - 청바지 아가씨, 무기여 잘있거라, MOTHER, SIN / 패티김 - 인연, 이별, 사랑은 생명의 꽃 / 서인 - 알함브라 궁전의 추억, 구름 |
| 5월 15일  | 레모네이드, 김현철, 인순이                             |        | 레모네이드 - I WILL, I FEEL FINE, OBLADI OBLADA, 곰인형 / 김현철 - 춘천가는 기차, 연애 / 인순이 - 하바네라, 베사메무초, 라 콤파르시타, 오늘같은 밤이면, YOU DON'T HAVE TO SAY YOU LOVE ME                                                                                             |
| 5월 22일  | 성진우, 이휘재, 남희석, 이승철                         |        | 성진우 - 돌아보지마, THE WAY / 이휘재 - 그대가 나에게 / 남희석 - 시인의 마을 / 이승철 - 안녕이라고 말하지마, 마지막콘서트, 이름모를 소녀, 오직 너뿐인 나를 |
| 5월 29일  | 임현정, 주영훈, 이혜진, 임창정, 권진원                 |        | 박보영 - 첫사랑, HELTER SKELTER / 주영훈, 이혜진 - 우리사랑 이대로 / 임창정 - 바람과 함께 사라지다 / 권진원 - HAPPY BIRTHDAY TO YOU, 먼지가 되어 |
| 6월 5일   | 포에버 탱고 공연팀, 이문세, 권희덕, 원더 버드          |        | 포에버 탱고 공연팀 - 탱고 공연, 기본 동작 소개 / 이문세 - O SOLE MIO, 이세상 살아가다 보면, 할 말을 하지 못했죠, 솔로 예찬, 그대 / 권희덕(성우) - IT'S ONLY PAPER MOON / 원더 버드 - 옛날 사람, 액션 미녀 탱고                                                                        |
| 6월 12일  | 이승환, 컬트3총사, K2 김성면                           |        | 이승환 - 내게, 세가지소원, LET IT ALL OUT, 천일동안 / 컬트 3총사 - 축하해줄까, 어설픈 엘비스와 살찐 마돈나의 사랑 / K2 김성면 - 그녀의 연인에게, WE ARE THE CHAMPIONS, CRAZY LITTLE THING CALLED LOVE, ANOTHER ONE BITES THE DUST, I WANT TO BREAK FREE, BOHEMIAN RHAPSODY            |
| 6월 19일  | 김종서, 윤종신, 이브                                   |        | 김종서 - 실연, LOVING U, 아름다운 구속, 지금은 알수 없어 / 윤종신 - 너의 결혼식, 머물러요 / 이브 - COME ON, FAITH, TUBTHUMPING |
| 6월 26일  | 김경호, 엄정화, 파트리샤 카스, 고준영                  |        | 김경호 - 비정, DON'T TREAT ME BAD, LOVE OF A LIFETIME, 나를 슬프게 하는 사람들, 금지된 사랑 / 엄정화 - 하늘만 허락한 사랑, 몰라 / 빠뜨리샤 까스 - MA LIBERTE CONTRE LA TIENNE, UNE FEMME COMME UNE AUTRE MO N MEC A MOI / 고준영 - 인연                                               |
| 7월 3일   | 유승준, 박정현, 살타첼로, 정재욱                       |        | 김경호 - 슬픈 침묵, BASKET CASE / 박정현 - IF, CHANGE THE WORLD, 몽중인 / 살타첼로 - FLY TO THE MOON, 나그네 설움, THE YELLOW CELLO / 정재욱 - 어리석은 이별 |
| 7월 10일  | 김현철, 화이트뱅크, 야다                               |        | 김현철 - 왜 그래, Truly, 연애 / 화이트뱅크 - 네모의 꿈, I was born to love you, 세상에 없는 사랑 / 야다 - 이미 슬픈 사랑, That thing you do |
| 7월 17일  | 비쥬, 이적, 컬트3총사, 유진 박, 박상민                 |        | 비쥬 - 누구보다 널 사랑해, TONIGHT I CELEBRATE MY LOVE / 이적 - Rain, I feel good / 컬트 3총사 - 어설픈 엘비스와 살찐 마돈나의 사랑, Java Jive / 유진박 - All of me, It don't mean a thing, saber dance / 박상민 - Ob La Di, Ob La Da, Come Together, Yesterday, Surfin in the U.S.A. |
| 7월 24일  | 컨츄리 꼬꼬, 장국영, 박미경, 큰바위얼굴                |        | 컨츄리 꼬꼬 - 일심, 찻잔 / 장국영 - A THOUSAND DREAMS OF YOU / 박미경 - 이유같지 않은 이유, 집착, Unchain my heart / 큰바위얼굴 - 얼마나, 공주님 |
| 7월 31일  | 양파, 이영자, 이은미, 김신우                           |        | 양파 - All the man that I need / 이영자 - 민들레 홀씨되어 / 이은미 - Summertime, 밤안개, 아빠의 청춘, 기억속으로 / 김신우 - 귀거래사 |
| 8월 7일   | 이정봉, 김희선, 식스펜스 넌 더 리처, Knock             |        | 이정봉 - 인연, Rain drops keep falling on my head / 김희선 - 몰라, 젊은 날의 초상 / SIXPENCE NONE THE RICHER - kiss me, There she goes / KNOCK - With or Without you, 울지말아요 |
| 8월 14일  | 이정열, 타샤니, 터보                                   |        | 이정열 - 그대 고운 내사랑, 소낙비, 우리가 세상에 길들기 시작한 후부터 / 타샤니 - 하루하루, 참을 수 없어 / 터보 - 소녀시대, 이별의 무게, 오직 너뿐인 나를, 안녕이라고 말하지마 |
| 8월 21일  | 김종서, 이병헌, 유희열, 이준, 레드플러스               |        | 김종서 - 실연, Bicycle race, Bohemian rhapsody, Another one bites the dust , Don't stop me now, We are the champions, 하나 / 이병헌 - Tears / 유희열 - 라디오 천국 / 이준, 유희열 - 그런 날에는 / 레드플러스 - Good bye, 언젠가 한번 꼭 한번                                          |
| 8월 28일  | 이현우, 핑클, 한영애, 비                               |        | 이현우 - EVERY TIME YOU GO AWAY, 후회 / 핑클 - WAITING FOR YOU, 가, 영원한 사랑 / 한영애 - 따라가면 좋겠네, 꽃신속의 바다 / 비 - Can't hide my love |
| 9월 4일   | 룰러코스터, 김조한, 김찬우, 임옹균                     |        | 롤러코스터 - 내게로 와, Jeorgy Porgy / 김조한 - One last cry, 그때로 돌아가는게, Livin'la vida loca / 김찬우 - 소녀의 기도, 백우, 그대가 나를 사랑하신다면 / 임웅균 - Tu ca nun Chiagne, 동강은 흐르는데, 웨딩드레스                                                                  |
| 9월 11일  | 박지윤, 변진섭, 야다, 박혜영                           |        | 박지윤 - 가버려, Don't Speak / 변진섭 - She, You needed me, Try to remember / 야다 - 이미 슬픈 사랑, Waterloo / 박혜영 - 사진 |
| 9월 18일  | 박완규, 이성재, 강성진, 유오성, 홍서범, 유리상자, 쏘냐 |        | 박완규 - 사쿠라사쿠, 당신만 있으면 / 이성재, 강성진, 유오성, 홍서범 - 나는 문제없어 / 유리상자 - 도토리송, IF / 쏘냐 - GOOD BYE, 보이지 않나요 |
| 9월 25일  | 안치환, 조성모, 변우민, 이상인, 박기영                 |        | 안치환 - 사계, 이 산하에, 오월의 노래 / 변우민 - For Your Soul, 화살기도 / 변우민 - 그녀의 연인에게 / 이상인 - Love Song / 박기영 - 마지막 사랑, NewYork State of Mine, Beat it, Calling all the people                                                                               |
| 10월 2일  | 김영미, 박중훈, 타샤니                                 |        | |
| 10월 9일  | 플라워, 박명수, 김혜림, 박은신                         |        | 플라워 - 눈물, WALKING IN THE AIR / 박명수 - 안녕이라고 말하지마, 바보사랑 / 김혜림 - 이젠, 이젠 떠나가 볼까, DDD, 난 이제 알아 / 박은신 - 슬픈 사랑 |
| 10월 16일 | 임현정, 유재석, 조동진, 김성면                         |        | 임현정 - 첫사랑, 눈에 보이는 것이 전부가 아니에요 / 유재석 - 꼬비꼬비, 비원 / 조동진 - 제비꽃, 저문 길을 걸으며, 나뭇잎 사이로 / 김성면 - 유리의 성, ALWAYS, 그녀의 연인에게 |
| 10월 23일 | 이문세, 김장훈, 김광진                                 |        | 이문세 - 애수 / 이문세 x 이소라 - 슬픈 사랑의 노래 / 류시원 - 깊은 밤을 날아서 / 김장훈 - 오페라, 나와 같다면, 슬픈 선물 / 김광진 - 진심, 처음 느낌 그대로 |
| 10월 30일 | S#arp, 브루노, 보쳉, 조규찬, 김종서                    |        | S#arp - TELL ME TELL ME, FOREVER WITH YOU / 브루노 - 고개숙인 너에게 / 보쳉 - 첨밀밀 / 조규찬 - 그리움, I BELIEVE I CAN FLY, 믿어지지 않는 얘기 / 김종서 - LOVING U, 실연, 아름다운 구속                                                                                              |
| 11월 6일  | 김태욱, 한석규, 페이지, 김조한                         |        | KNOCK 김태욱 - STAND UP KOREA, 울지 말아요, 우사우보우행 / 한석규 - 안녕 / 페이지 - THE SWEETEST DAYS / 페이지, 김조한 - SAY GOOD-BYE / 김조한 - 콜라쥬, 이 밤의 끝을 잡고 |
| 11월 13일 | 앤썸, 안재욱, 박완규, 미나                             |        | 앤썸 - 언제나 네 곁에, ONLY YOU / 안재욱 - 예럴랄라, 인연 / 박완규 - 당신만 있으면, 벚꽃 피다, 시작은 지금부터 / 미나 - 내 안의 사랑 |
| 11월 20일 | Y2K, 서문탁, 심현섭, 황정리                            |        | Y2K - 헤어진 후에, 깊은 슬픔 / 서문탁 - 사랑 결코 시들지 않는, WELCOME TO THE JUNGLE / 심현섭 - THAT'S WHAT FRIENDS ARE FOR / 변진섭 - 마지막 편지, 그대에게, 그 사람 |
| 11월 27일 | 큰바위얼굴, 조던 나이트, 이승환                        |        | 큰바위얼굴 - 공주님, 아니 벌써 / 조던 나이트 - CLOSE MY EYES, I COULD NEVER, TAKE THE PLACE OF YOUR MAN, IF YOU GO AWAY / 이승환 - 내게, 세월이 가면, 고함, 귀신소동, 끝 |
| 12월 4일  | 양희은, 해피콘서트, 윤종신                             |        | 양희은 - 한계령, 내 나이 마흔살에는, 사랑 그 쓸쓸함에 대해여 / 해피콘서트팀 - 축복해요, 사랑보다 깊은 상처 / 윤종신 - 배웅, 내사랑 못난이, 나의 하루 |
| 12월 11일 | 정원영, 한상원, 이적, 정재일, 임태경                   |        | |
| 12월 18일 | 김현성, 김창완, 임창정, 서영은                         |        | 김현성 - 유죄, 이해할께 / 김창완 - 무지개, 결혼하자, 백일홍 / 임창정 - I STILL BELIEVE / 서영은 - OVER THE RAINBOW, 그 사람의 결혼식 |
| 12월 25일 | 이소라, 이문세, 차태현, 김장훈                         |        | 이소라 - HAPPY CHRISTMAS / 이문세 - 애수, WHITE CHRISTMAS, 슬픈 사랑의 노래 / 차태현 - 그대에게, 미망 / 김장훈 - GOODBYE DAY, 내일이 찾아오면 |

### 2000년
| 방송일    | 출연자                                                             | 풀영상 | 비고 |
| --------- | ------------------------------------------------------------------ | ------ | --- |
| 1월 8일   | 유리상자, 황신혜, 타샤니, 업타운, 고한우                           |        | 유리상자 - Antonio's song, 순애보, 너 없는 아침 / 황신혜 / 타샤니 - 하루하루 / 업타운 - UPT 패러독스, Killing me softly + Casanova / 고한우 - 암연, 이른 아침 |
| 1월 15일  | 이기찬, S.E.S., 유익종, 박효신                                     |        | 이기찬 - Part-time lover, 춤추는 나무 / S.E.S. - 너를 사랑해, Tell me / 유익종 - 사랑은 외로움이니, 그리움만 쌓이네 / 박효신 - Run to you, 해줄 수 없는 일 |
| 1월 22일  | As One, 정철규, 배종호, 유영석, 서문탁                             |        | As One - Loving you, 너만은 모르길 / 액션 '상사부일체' 정철규, 이휘향 / 정철규 - 할 말을 하지 못했죠 / 유영석 - 겨울바다, 약속 / 서문탁 - 사랑, 결코 시들지 않는, Let's twist again + Rock & Roll, Stop                                                                                    |
| 1월 29일  | 진주, 변진섭, 김승현, 서연주                                       |        | 진주 - 가니, 난 괜찮아 / 변진섭 - 저 하늘을 날아서, 내 안의 그대, 우리의 사랑이야기 / 김승현 - 그대 내게 다시, 서른 즈음에, 장미, 한동안 뜸했었지, 얘기할 수 없어요 / 서연주 - 오빠의 일기                                                                                                 |
| 2월 5일   | 이수영, 안숙선, 박학기, 긱스                                       |        | 이수영 - I believe / 안숙선 - 판소리 춘향가 중 어사출두, 판소리 춘향가 중 쑥대머리 / 박학기 - 향기로운 추억, 제발 나를 / 긱스 - 노올자, 랄랄라, 챔프 - 긱스 |
| 2월 12일  | 핑클, 이필모, 프로젝트 밴드 김광석, 엄지선                         |        | 핑클 - 가면의 시간, I'll Follow Him / 이필모 - 블루, 슬픈 언약식 / 프로젝트 밴드 김광석 - 할아버지와 수박, 나무, 기분내 / 엄지선 - 꿈이라도 |
| 2월 19일  | 유승준, 김영철, 데이브 코즈, 박효신, 김현성                        |        | 유승준 - 열정 + 가위, 소중한 사랑, Amazing grace / 김영철 - 기억의 습작 / 데이브 코즈 - Cheng Fu / 색소폰 김민준, 노래 박효신 - 사랑보다 깊은 상처, The dance / 김현성 - 이해할게, Footloose                                                                                               |
| 2월 26일  | 허쉬, 임동진, 박혜경, 조관우                                       |        | 허쉬 - Misty, Hush / 임동진 - 밤이 머무는 곳에, 영화 '신혼여행' 독고영재 / 박혜경 - Eternal flame, 고백 / 조관우 - 꽃밭에서, 실락원, Smile again |
| 3월 4일   | 조성모, 김태영, 클론, 장호일                                       |        | 조성모 - 깊은 밤을 날아서, 잃어버린 우산, I love you for a sentimental reason, 춘천가는 기차, 가시나무 / 김태영 - 혼자만의 사랑, 오랜 방황의 끝 / 장호일 - 신 인류의 사랑, 고백 |
| 3월 11일  | 김장훈, 유재석, 김종석, 이소은, 델리스파이스                       |        | 김장훈 - 사노라면, 잊으러 가는 길 / 유재석, 김제동 - 슬퍼지려 하기 전에 / 이소은 - One summer night, 서방님 / 델리스파이스 - 챠우챠우, 고양이와 새에 관한 진실 |
| 3월 18일  | 채시라, 김태욱, 뱅크, 듀크                                         |        | 김태욱, 채시라 - 빠졌나봐요 / 유재석 - 나뭇잎 사이로 / 김태욱, 채시라 - 매일 그대와, 우사우보우행 / 뱅크 - 가질 수 없는 너 / 권오신 - Gangsta's paradise / 뱅크 - 야누스의 이별 / 듀크 - 소원, Breaking the law                                                                            |
| 3월 25일  | 임창정, 박효신, 진주, 최재훈, 박기영                               |        | 임창정 - 러브 어페어, 나의 연인 / 박효신, 진주 - A whole new world / 박효신 - 뮤지컬 '락 햄릿' 중에서 햄릿의 노래 / 진주 - 뮤지컬 '락 햄릿' 중에서 오필리어의 노래 / 최재훈 - 널 보낸 후에, 비의 랩소디 / 박기영 - 마지막 사랑, Blue sky                                                   |
| 4월 1일   | 에코, 윤종신, 이은미, 크라잉넛                                     |        | 에코 - 그대도... 내게도..., If I / 윤종신 - 잘 했어요, Annie / 이은미 - 사랑 그 쓸쓸함에 대하여, 찔레꽃 / 크라잉넛 - 말 달리자, 서커스 매직 유랑단 |
| 4월 8일   | 신승훈, 주영훈, 해바라기                                           |        | 특별MC - 윤종신 신승훈 - Over the rainbow, 보이지 않는 사랑, 그 후로 오랫동안, 어느 멋진 날(모창), 엄마야, 가잖아 / 주영훈 - 페스티벌, 노을의 연가 / 해바라기 - 행복을 주는 사람, 사랑은 언제나 그 자리에, 그런 날은 없어                                                                  |
| 4월 15일  | 김민종, 이주노, 이상은, 강형록                                     |        | 김민종 - 왜, 비원, 세상 끝에서의 사랑 / 이주노 - 무제의 귀환, Heaven / 이상은 - 언젠가는, 새, 어기여디여라 / 강형록 - 비창 |
| 4월 22일  | 조수미, 김현철, 브라이언 맥나이트, 필리파 지오다노                 |        | 조수미 - 뮤지컬 '지킬 앤 하이드' 중 Once upon a dream, I'll never say goodbye, 오페라 '보헤미안 걸' 중에서 I dreamt I dwelt in marble halls / 김현철 - 왜 그래, 그대 안의 블루 / 브라이언 맥나이트 - Lately, Back at one / 필리파 지오다노 - 오페라 '라벨 볼레로' 중에서 군대행진곡, Maria |
| 4월 29일  | 남희석, 이휘재, 유재석, 서우영, 이선희                             |        | 님희석 - 두 바퀴로 가는 자동찰 / 이휘재, 유재석 - Blessing you / 서우영 - 야유, 삐딱하게, 기분내 / 이선희 - 이 말을 하고 싶어요, 나 항상 그대를, 갈등 |
| 5월 6일   | 윤종신, 이수영, 이정봉, 정경화                                     |        | 윤종신 - Annie, 잘했어요, 오래전 그날 / 이수영 - Goodbye my love / 이수영, 이정봉 - 시작되는 연인들을 위해 / 이정봉 - 꿈을 꾼 후에 / 정경화 - Proud Mary, 지상에서 영원으로 |
| 5월 13일  | 비쥬, god, 유지태, 김하늘, 이경섭                                  |        | qlwb - 쌍띠망 (Sentiment), Ai no corrida / god - Friday night / god, 난타 공연팀 - 난타 / god - 그대 날 떠난 후로 / 유지태, 김하늘 (영화 '동감') - One summer night / 이경섭 - 나만의 슬픔, 블루                                                                                           |
| 5월 20일  | 박기영, 김태영, 심현섭, 이경규, 이승환                             |        | 박기영 - Blue sky / 박기영, 김태영 - 혼자만의 사랑, Fame / 김태영 - 거울 앞에서 / 이승형 - Do that to me one more time / 심현섭 - 그대가 그대를, 화려하지 않은 고백, 착한 내 친구, 멋있게 사는 거야                                                                                        |
| 5월 27일  | 박효신, 유키구라모토, 홍록기, 신승훈                               |        | 박효신 - 바보, Just once / 홍록기 - 사랑한 후에 / 유키 구라모토 - Romance, Meditation 2 / 신승훈 - 가잖아, 엄마야, 날 울리지마, 처음 그 느낌처럼 |
| 6월 3일   | 이현우, 클론, 김태영, 시인과 촌장                                  |        | 이현우 - 요즘 너는, Marry me, 꿈 / 클론 - 난, 너의 생일엔, 꿍따리 샤바라, 초련 / 시인과 촌장 - 가시나무 두번째 이야기, 가시나무, Time in a bottle |
| 6월 10일  | 박혜경, 태진아, 김현정, 안지환                                     |        | 박혜경 - 주문을 걸어, 후회 / 태진아 - 옥경이, 사랑은 아무나 하나 / 김현정 - 멍, 나에게로의 초대 / 안지환 - 저 평등의 땅에, 이산하에, 오월의 노래 |
| 6월 17일  | 김광진, Yaki-Da, 임창정, 한대수                                    |        | 김광진 - 김광진, 편지 / 야키다 - I saw you dancing, I believe / 임창정 - Smile again, 기쁜 우리 / 한대수 - Back to the real life, 가려진 시간 사이로, 바람에게 |
| 6월 24일  | J, 컬트삼총사, 박상민, 시나위                                      |        | J - 어제처럼, Do what you have to do / 컬트삼총사 - 북한 힙합 숙여 개그, Dancing love / 박상민 - 두번째 사랑, 대찬인생, 상실 / 시나위 - 금지된 노래, Rood house blues |
| 7월 1일   | 크래쉬, Carol Kidd, 최정원, 조규만                                 |        | 크래쉬 - Smoke on the water, 2019 AD / 캐롤 기드 - Fly to the moon / 이소라, 캐롤 키드 - I love you for sentimental reasons / 캐롤 키드 - When I dream, Over the rainbow / 최정원 - New York, New York, 뮤지컬 '렌트 중 Out tonight / 조규만 - 다 줄거야, 이해할게                         |
| 7월 8일   | 리아, 이정현, 김종환, 이브                                         |        | 리아 - Reverend Lee, 눈물, 추신 / 이정현 - 와, 너, 에필로그 / 김종환 - 존재의 이유 4, 백년의 약속 / 이브 - 아가페, C'mon everybody + Good Golly Miss Molly |
| 7월 15일  | 홍경민, 이승연, 김현철, 여행스케치, 차은주                         |        | 홍경민 - 흔들린 우정, Superstition / 이승연 - 청혼 / 김현철 - 멋쟁이, 동네 + 달의 몰락 / 김현철, 차은주 - 그대니까요 / 여행스케치 - 산다는건 다 그런게 아니겠니, 새장 속의 나 + 밤이면 밤마다 + 해변의 여인                                                                                |
| 7월 22일  | 윤현석, 김민종, 임현정, 김경호                                     |        | 윤현석 - Love / 김민종 - 왜, 방황, 아름다운 아픔 / 임현정 - 첫사랑, 고마워요 / 김경호 - 와인, 금지된 사랑, 탈출 |
| 7월 29일  | 달려라 코바, 안재욱, 조관우, K2 김성면                             |        | 달려라 코바 - Get ready, Fever / 안재욱 - 붕우 (친구 원곡), 가 / 조관우 - Angel eyes, 가을 소나타 / K2 김성면 - 슬프도록 아름다운, 어둠보다 더 깊은 |
| 8월 5일   | 자우림, 김남주, 이현우, 노영심, 이자람                             |        | 자우림 - 매직 카펫 라이드, 미안해 널 미워해, 뱀 / 김남주 - 화살 기도 / 이현우 - Marry me, 행복의 나라로, 가 / 피아노 노영심 - 백조 / 노래 이자람, 피아노 노영심 - Belle |
| 8월 19일  | 박효신, 화요비, 이정열, 서우영, 박광수, 이은미                     |        | 박효신 - Love is wonderful thing / 박효신, 화요비 - 애써 / 화요비 - Lie / 이정열 - Desperado / 이정열, 서우영, 박광수 - 변해가네 / 서우영 - 기분내 / 이은미 - Come together, 서른 즈음에, Ob la di ob la da, I wanna Hold your Hand + Twist and shout                                      |
| 8월 26일  | 유리상자, 박상민, 윤종신, 변진섭, 이자람                           |        | 유리상자 - 도토리송 / 유리상자, 박상민 - 웃어요, 대찬인생 /박상민 - 상실 / 윤종신 - Annie, 오래전 그 날 / 변진섭 - 내 안의 그대 / 김찬우- 추억의 책장을 넘기며 / 변진섭, 이자람 - Summer night, 그 사람                                                                                    |
| 9월 2일   | 플라워, 김장훈, 이영애, 한대수                                     |        | 플라워 - Bohemian rhapsody, 굿바이 / 김장훈 - 오페라, 여름밤의 꿈 / 이영애 - Moon river / 한대수 - Honey Honey, Dancing Queen, I Have A Dream |
| 9월 9일   | 정재형, 윤도현밴드, 조규찬, 박학기, 김광진                         |        | 정재형 - 내가 날 버린 이유, 시련 / 윤도현밴드 - 깨어나, 탈춤, 가리지 좀 마 / 조규찬 - 달 / 조규찬, 박학기 - 제발 나를 / 조규찬, 박학기, 김광진 - It might be you, 마법의 성 / 김광진 - 편지                                                                                                |
| 10월 7일  | 서문탁, 틴틴파이브, 한대수, 김동률, 문차일드                       |        | 서문탁 - 사랑, 결코 시들지 않는, 사슬 / 틴틴 파이브 - 어화둥둥 내 사랑, 로보캅, 별 / 노래 윤상, 피아노 김동률 - 사랑이란 / 노래 김동률, 기타 한대수 - 2년 만에 / 윤상, 김동률 - When October goes / 문차일드 - 귀천                                                                        |
| 10월 14일 | 백지영, 김현정, 신현섭, 신현준, 여행스케치, 박완규                 |        | 백지영 - Dancing all night, 그대 내게 다시 / 김현정 - 거짓말처럼, Fly to the moon / 신현섭 - 영원 / 여행스케치 - 별이 진다네 + 저녁국민학교 동창회 가던 날 + 산다는 건 다 그런게 아니겠니, 왠지 느낌이 좋아 / 박완규 - 당신만 있으면, 사쿠라사쿠, 시작은 지금부터                          |
| 10월 21일 | 조성모, 신영옥, 김경호                                             |        | 조성모 - 내 고마운 사람에게, 아시나요, 다음 사람에게는, 후회, 다짐 / 긴연옥 - Smoke gets in your eyes, True love, do I love you / 김경호 - She's gone, Don't go, Delete, 탈출, Rock & roll                                                                                                 |
| 10월 28일 | 이소라, 김조한, 박정현, 이승연, 박효신, 화요비, 컬트삼총사, 김건모 |        | 이소라 - Over the rainbow / 김장훈 - 오페라 / 김조한, 박정현 - Always / 박효신, 화요비 - Whenever you call / 컬트삼총사 - 영어개그 / 김건모 - 사랑이 떠나가네, 내게 다가올 널 위해, Sir duke, 잘못된 만남                                                                                  |
| 11월 4일  | 정일영, 박정현, 김석훈, 설경구, 심현섭, 신승훈                     |        | 정일영 - 기도 / 박정현 - My funny valentine, You mean everything to me, Dreams, 힘내!!! / 김석훈, 설경구 - 이등병의 편지, 심현섭 - 영화 '한국의적2 교통사고' / 신승훈 - 미소 속에 비친 그대, 가을빛 추억, 당신은 사파이어처럼, 이별 그 후, 그 후로 오랫동안, 처음 그 느낌처럼              |
| 11월 11일 | 지영선, 유리상자, 자우림, 이현우                                   |        | 지영선 - I have nothing / 유리상자 - 순애보, 그대 내게 묻는다면 / 자우림 - 매직 카펫라이드, 뱀 / 이현우 - Marry me, 요즘 너는, 꿈, 아니 벌써 |
| 11월 18일 | 샵, 홍경민, 신형원, 윤도현밴드                                     |        | 샵 - 잘됐어, 그래도 될까? / 홍경민 - 널 보내며, My sharona / 신형원 - 외사랑, 작은 창 / 윤도현밴드 - 꿈꾸는 소녀, Shape my heart, 가리지좀 마 |
| 11월 25일 | Y2K, 김미현, 박미경, 긱스                                          |        | Y2K - Born to be wild, Bad / 김미현 - 날 위한 이별 / 박미경 - It's raining man, 벌 / 긱스 - 노올자, 짝사랑, Purple rain |
| 12월 2일  | 임창정, 정지훈, 다치바나 미사토, 조트리오, 서문탁                  |        | 임창정 - 이미 나에게로, 날 닮은 너 / 정지훈, 다치바나 미사코 - 영화 '순애보' / 조트리오 - Just the two of us, 사랑이라는 이유로, 먼 훗날 / 서문탁 - 사슬, To be with you, Beautiful Sunday, Kids wanna rock x Bad case of loving you                                                       |
| 12월 9일  | 김장훈, 박중훈, 송윤아, god, 박화요비                              |        | 김장훈 - 지난 겨울, 신바람 메들리, 혼잣말 / 정웅박중훈, 이광수 - 흔들린 우정, 영화 '불후의 명작' / god - 애수, White Christmas, 거짓말 / 화요비 - 슬픈 인연, Nobody's Supposed To Be Here                                                                                                  |
| 12월 16일 | 핑클, 들국화, 백재현, 이정화, 조장혁                               |        | 핑클 - Hard to say I'm sorry, Feel your love / 들국화 - 축복합니다, 매일 그대와, 그것만이 내 세상, 사랑한 후에 / 백재현 - Dangerous / 이정화 - Lime light / 조장혁 - 중독된 사랑, Love |
| 12월 23일 | 조성모, 신승훈, 이문세                                             |        | 조성모 - 다음 사람에게는 / 조성모, 신승훈 - 미소속에 비친 그대 / 신승훈 - 어느 멋진 날 / 조성모, 신승훈, 이문세 - 깊은 밤을 날아서 / 이문세 - 광화문 연가 / 조성모, 신승훈, 이문세 - White Christmas / 조성모, 신승훈, 이문세 - 다짐 + 엄마야 + 솔로예찬, Silver bell                      |

### 2001년
| 방송일    | 출연자                                                                      | 풀영상 | 비고 |
| --------- | --------------------------------------------------------------------------- | ------ | --- |
| 1월 6일   | UN, 서신애, 주주클럽, 비트겐슈타인                                          |        | UN - 너 만을 느끼며, 평생 / 서신애 - 내 마음 갈 곳을 잃어, Burning love / 주주클럽 - 나는 나 / 비트겐슈타인 - Friends / 신해철 - 일상으로의 초대 / 워크래프트 2 오크 - 오버액션 맨, 그대에게          |
| 1월 13일  | 김선아, 정준호, 고소영, 동물원, 박완규                                      |        | 김선아 - Reflection, Give it up / 정준호 - ...라구요 / 영화 하루 정준호, 고소영 / 동물원 - 변해가네 + 흐린 가을 하늘에 편지를 써, 너에게 감사해 / 박완규 - 사쿠라사쿠, 그대만 있으면, 시작은 지금부터 |
| 1월 19일  | 박정현, 서신애, 이은주, 김장훈, 권진원, 박학기, 이정열, 서우영              |        | |
| 1월 26일  | 김조한, 강병규, 박혜경, 포지션                                              |        | |
| 3월 2일   | 신혜성, 이지훈, 최민수, 조트리오, 신성우, 녹색지대                          |        | |
| 3월 9일   | 박효신, 차태현, 유리상자, 크라잉넛                                          |        | |
| 3월 16일  | 화요비, 조영남, 김장훈, 이병우                                              |        | |
| 3월 23일  | 이문세, 이영애, 이정재, 해이, 로라 피지, 홍성민                             |        | |
| 3월 30일  | 양파, 김장훈, 주영훈, 부활                                                  |        | |
| 4월 7일   | 이승철, 홍경민, 강현민, 조이박스                                            |        | |
| 4월 14일  | 김조한, 김영철, 드렁큰 타이거, 진주, 린                                     |        | |
| 4월 21일  | 성시경, 이미연, 제시카 폴커, 내 귀에 도청장치, 서문탁                       |        | |
| 4월 28일  | 이선희, 최민식, 전인권, 소냐, 야다                                          |        | |
| 5월 5일   | 이문세, 이영자, 이수영, 최재훈                                              |        | |
| 5월 12일  | 핑클, 이현우, 테이, 장혜진                                                  |        | |
| 5월 19일  | 스쿨, CB Mass, 김건모, 박완규                                               |        | |
| 5월 26일  | 박효신, 최화정, 이은미, 레드플러스, 윤여규                                  |        | |
| 6월 2일   | 샵, 이두헌, hey, 크래쉬, 오소영                                             |        | |
| 6월 9일   | 윤사라, 봄여름가을겨울, 이승환(스토리), 이브                                |        | |
| 6월 16일  | 박진영, 임정희, 김혜수, 정준호, 임동진, 김창완                              |        | |
| 6월 23일  | 본드, 제이, 조수미, 내 귀에 도청장치, 문차일드                              |        | |
| 6월 30일  | 정인호, 토이, 조관우, 김재희                                                |        | |
| 7월 7일   | 우승하, 윤도현밴드, 윤종신, 자우림                                          |        | |
| 7월 14일  | 조성모, 조규만, 이경섭, 임성윤, 노래를 찾는 사람들과 저 평등의 땅에, 이은미 |        | |
| 7월 21일  | 조이락, 조수미, 리오 세이어, 인순이, 이정봉                                 |        | |
| 7월 28일  | 김상민, 홍경민, 조규찬, 도원경                                              |        | |
| 8월 4일   | 크라잉넛, 전인권, 윤도현밴드, 박완규                                        |        | |
| 8월 11일  | 박효신, 박상민, 김민우, 조정현, 박정운, 박준하, 소찬휘                      |        | |
| 8월 18일  | 성시경, 박진영, 김조한, 김형석, 권진원                                      |        | |
| 8월 25일  | 제이, 박경림, 박수홍, 양희은, 여행스케치                                    |        | |
| 9월 1일   | 강산에, 양동근, 최재훈, 양동근, 비                                          |        | |
| 9월 8일   | Juan Arce Prado, 윤종신, 김진표, 임지훈, 노브레인                           |        | |
| 9월 15일  | 김현정, 이문세, 자우림, 더더                                                |        | |
| 9월 22일  | 애즈원, 브라이언 맥나이트, 김장훈, 예민                                     |        | |
| 9월 29일  | 죠앤, 김경호, 화요비, 델리스파이스                                          |        | |
| 10월 6일  | 강타, 이은미, 이기찬, 서문탁                                                |        | |
| 10월 13일 | 조성모, 김민종, 신효범                                                      |        | |
| 10월 20일 | 김현철, 박효신, 조규찬, 이문세, 김민종                                      |        | |
| 10월 27일 | T (윤미래), 이현우, 김태영                                                  |        | |
| 11월 3일  | 거리의 시인들, 유승준, 크라잉넛, 박상민                                     |        | |
| 11월 10일 | 김건모, 강성범, 김동률, 서문탁                                              |        | |
| 11월 17일 | 화요비, 황정민, 오지혜, 김광진, Y2K                                         |        | |
| 11월 24일 | 김종서, 김호진, 김지호, 김윤아, 차진영                                      |        | |
| 12월 1일  | 양진석, 윤도현밴드, 조장혁, 캔디맨                                          |        | |
| 12월 8일  | 박기영, CB 매스, t, 조규찬, 이가희                                          |        | |
| 12월 15일 | 이승환, HEY, 김장훈                                                         |        | |
| 12월 22일 | 쿨, 유리상자, 모닝본드                                                      |        | |
| 12월 29일 | 성시경, 박효신, 이미연, 포지션, 노바소닉                                    |        | |

### 2002년
| 방송일   | 출연자                                                                                   | 풀영상 | 비고 |
| -------- | ---------------------------------------------------------------------------------------- | ------ | ---- |
| 1월 5일  | 장영주, 김종서, 정재욱, 나윤선                                                           |        |      |
| 1월 12일 | god, 김동률, 조재현                                                                      |        |      |
| 1월 19일 | 김태영, 설경구, 이성재, 홍경민, 제인                                                     |        |      |
| 1월 26일 | 신승훈, 박둘선, 김민철, 김현성, 루이                                                     |        |      |
| 2월 2일  | 이기찬, 봄여름가을겨울, 양희은, 김소연, 이병우, 신이경, 리치                             |        |      |
| 2월 9일  | 이문세, 고수, 윤미래, 유리상자, 한경일                                                   |        |      |
| 2월 16일 | 죠앤, 이현우, 박지윤, 시나위                                                             |        |      |
| 2월 23일 | 원타임, 윤종신, 하림, 노바소닉, 이수영, 기명                                             |        |      |
| 3월 2일  | 김종서, 김태우, 김민정, 조PD, 자전거 탄 풍경, 얀                                         |        |      |
| 3월 9일  | 이승환, 김소현, 윤영석, 류정한, 김정민, 더 원                                            |        |      |
| 3월 16일 | 김현철, 박완규, 박효신, 이범수, 김경호, 델리스파이스                                     |        |      |
| 3월 23일 | QOQ, 조규만, 정재형, 박학기                                                              |        |      |
| 3월 30일 | 김종서, 최수종, 하희라, 유리상자, 김장훈, 정재형, 박수홍, 박경림, 김현철, 이경영, 홍영주 |        |      |